# Râul Șubraneț
Râul Șubraneț (în ucraineană Шубранець, transliterat: Șubraneț) este un curs de apă din Ucraina, afluent de stânga al râului Prut. 
Acest râu izvorăște de pe versantul vestic al Dealurilor Hotinului și curge pe teritoriile raionului Zastavna din regiunea Cernăuți. Pe măsură ce coboară spre lunca Prutului, valea sa se lărgește la 1,7 km. Apele sale sunt folosite pentru irigații și alimentarea cu apă a localităților. Pe malurile sale au fost amenajate iazuri.
El se varsă în râul Prut, pe teritoriul municipiului Cernăuți, în cartierul Jucica Veche (aflat în partea de est a orașului).